# Mistrzostwa Świata w Piłce Nożnej 1990 (eliminacje)
W kwalifikacjach uczestniczyło 116 drużyn z całego świata. Reprezentacja Argentyny (obrońca tytułu) oraz reprezentacja Włoch awansowały bez eliminacji.

## Strefy kontynentalne
Aby zobaczyć daty i wyniki poszczególnych spotkań rundy kwalifikacyjnej dla każdej strefy kontynentalnej, zobacz poszczególne artykuły:
- Europa (UEFA)

Grupa 1 –  Rumunia awansowała.
Grupa 2 –  Szwecja i  Anglia awansowały.
Grupa 3 –  ZSRR i  Austria awansowały.
Grupa 4 –  Holandia i  RFN awansowały.
Grupa 5 –  Jugosławia i  Szkocja awansowały.
Grupa 6 –  Hiszpania i  Irlandia awansowały.
Grupa 7 –  Belgia i  Czechosłowacja awansowały.
- Ameryka Południowa (CONMEBOL)

Grupa 1 –  Urugwaj awansował.
Grupa 2 –  Kolumbia awansowała do barażu interkontynentalnego.
Grupa 3 –  Brazylia awansowała.
- Ameryka Północna i Centralna oraz Karaiby (CONCACAF)

 Kostaryka i  Stany Zjednoczone awansowały.
- Afryka (CAF)

 Egipt i  Kamerun awansowały.
- Azja (AFC)

 Korea Południowa i  Zjednoczone Emiraty Arabskie awansowały.
- Oceania (OFC)

 Izrael do barażu interkontynentalnego.

## Play-offy interkontynentalne

### CONMEBOL / OFC
Kolumbia −  Izrael 1:0
 Izrael −  Kolumbia 0:0
W dwumeczu 1:0 dla Kolumbii. Reprezentacja ta awansowała do finałów MŚ.